# Tajur (Ciledug)
Tajur is een bestuurslaag in het regentschap Tangerang van de provincie Banten, Indonesië. Tajur telt 16.468 inwoners (volkstelling 2010).